# Estrella de neutrons

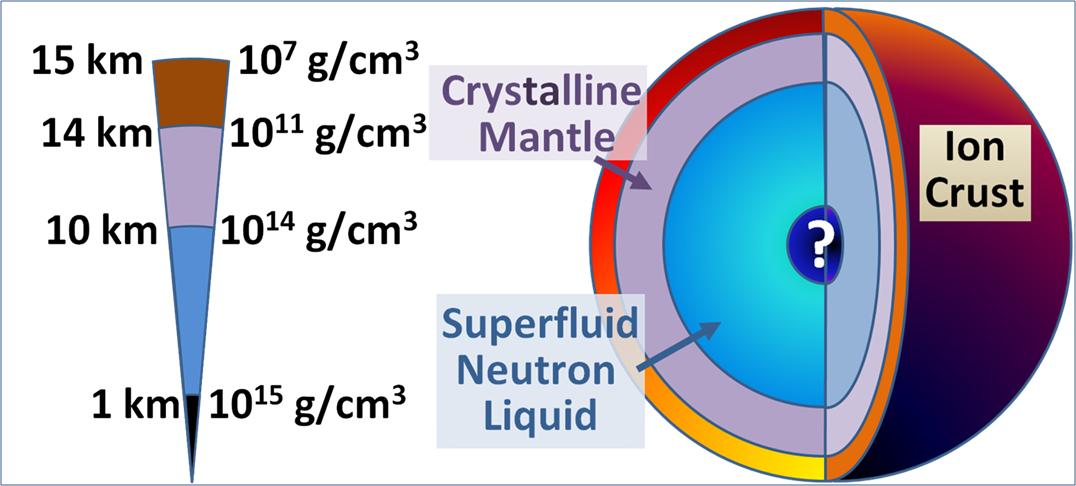
Diagrama explicatiu d'una estrella de neutrons. Es pot apreciar clarament com, a mesura que hom s'hi endinsa, la densitat augmenta

Una estrella de neutrons és un tipus d'estrella degenerada, composta bàsicament per neutrons a densitats altíssimes: acostumen a tenir uns 20-30 km de diàmetre i una massa igual a la d'una estrella mitjana. Les estrelles de neutrons representen l'etapa final de la vida de certes estrelles: perquè una estrella es pugui convertir en estrella de neutrons cal que tingui una massa entre 9 i 30 vegades la massa solar, i passar per una fase de supernova. L'explosió d'una supernova d'una estrella massiva, seguida pel seu col·lapse gravitacional, comprimeix el nucli estel·lar més enllà del valor de densitat d'un nan blanc arribant a valors típics de la densitat de nuclis atòmics.
Foren els primers objectes astronòmics l'existència dels quals es predigué teòricament (1933) abans d'observar-los (1967) en forma de púlsars.

## Formació
Després de l'explosió d'una supernova, queda un nucli compacte hiperdens de ferro i altres metalls pesants que continuen comprimint-se i, per tant, escalfant-se. La seva massa és massa gran, per la qual cosa els electrons degenerats no són capaços de detenir el col·lapse. Així, la densitat n'augmenta encara més. En principi, la densitat necessària perquè es donés captura electrònica (recombinació d'electrons amb protons per produir neutrons) és de 2,4 × 107 g/cm³. Però ocorre que en les estrelles degenerades no hi ha protons lliures, per la qual cosa la densitat necessària és, en realitat, encara més elevada, ja que els electrons han de superar una barrera coulombiana bastant major. Aproximadament calen uns 10⁹ g/cm³.
La temperatura de l'objecte ascendeix fins a 3.000 milions de graus, cosa que produeix que els fotons siguen tan energètics que arriben a trencar els nuclis pesants del ferro per a formar partícules alfa en un procés anomenat fotodesintegració. Aquestes partícules, en tenir menys càrrega, absorbeixen amb major facilitat els electrons que penetren en els nuclis i es combinen amb els protons. D'aquesta manera, l'heli resultant és susceptible de fotodesintegrar-se, per la qual cosa es generen grans quantitats de protons lliures.

Fotodesintegració del ferro: {\displaystyle \gamma +{}^{56}{\rm {{Fe}\rightarrow 13\alpha +4n}}}
Fotodesintegració de l'heli: {\displaystyle \gamma +{}^{4}{\rm {{He}\rightarrow 2p+2n}}}
La fotodesintegració fa que l'estrella compacta es refredi, ja que és una reacció endotèrmica. Per altra banda, la concentració d'electrons disminueix en ser absorbits pels nuclis, cosa que provoca que la pressió de degeneració d'aquests caiga ràpidament, accelerant encara més el col·lapse. Els nuclis sobrecarregats de neutrons els solten, deixant-los lliures en una massa compacta de neutrons anomenada neutroni.
El procés seguirà fins a arribar a la densitat de degeneració dels neutrons, aproximadament al voltant de 10¹⁴ g/cm³, moment en què quasi tota la massa de l'estrella s'haurà transformat en neutrons. En aquest moment, el nucli passaria a tenir una massa entre 1,5 i 2,5 masses solars, encara que aquest límit superior, denominat massa de Chandrasekhar, és difús i no es coneix amb exactitud. En cas de superar aquest límit, ni tan sols l'estrella de neutrons seria capaç de sostenir-se a si mateixa, per la qual cosa acabaria col·lapsant-se en un forat negre. Alguns científics especulen sobre la possible existència d'un estat intermedi entre l'estrella de neutrons i el forat negre: es tractaria de l'estel de quarks, però tal objecte no ha estat mai detectat.

## Estructura

Secció transversal de l'estrella de neutrons. Les densitats són en termes de ρ_{0} de la saturació densitat de la matèria nuclear, on els nucleons comencen a tocar-se.

La comprensió actual de l'estructura de les estrelles de neutrons està definida pels models matemàtics existents, però podria ser possible inferir alguns detalls a través d'estudis de les oscil·lacions d'estrelles de neutrons. L'astrosismologia, un estudi aplicat a les estrelles ordinàries, pot revelar l'estructura interna de les estrelles de neutrons mitjançant l'anàlisi dels espectres d'oscil·lacions estel·lars.
Els models actuals indiquen que la matèria a la superfície d'una estrella de neutrons està formada per nuclis atòmics aixafats en una xarxa sòlida amb un mar d'electrons que flueix pels buits entre ells. És possible que els nuclis de la superfície siguin ferro, a causa de l'alta energia d'unió del ferro per nucleó. També és possible que elements pesants, com el ferro, simplement s'enfonsin sota la superfície, deixant només nuclis lleugers com l'heli i l'hidrogen. Si la temperatura superficial supera 106 kelvins (com en el cas d'un púlsar jove), la superfície hauria de ser fluida en lloc de la fase sòlida que podria existir a les estrelles de neutrons més fredes (temperatura <106 kelvins).
S'estima que l'"atmosfera" d'una estrella de neutrons té un gruix màxim de diversos micròmetres i la seva dinàmica està totalment controlada pel camp magnètic de l'estrella de neutrons. Sota l'atmosfera es troba una "escorça" sòlida. Aquesta escorça és extremadament dura i molt llisa (amb irregularitats superficials màximes de l'ordre de mil·límetres o menys), a causa del camp gravitatori extrem.
Procedint cap a dins, es troba amb nuclis amb un nombre cada cop més gran de neutrons; aquests nuclis es desintegrarien ràpidament a la Terra, però es mantenen estables per grans pressions. A mesura que aquest procés continua a profunditats creixents, el goteig de neutrons esdevé aclaparador, i la concentració de neutrons lliures augmenta ràpidament. En aquesta regió, hi ha nuclis, electrons lliures i neutrons lliures. Els nuclis es tornen cada cop més petits (la gravetat i la pressió aclaparant la força forta) fins que s'arriba al nucli, per definició el punt on existeixen majoritàriament neutrons. La jerarquia esperada de les fases de la matèria nuclear a l'escorça interna s'ha caracteritzat com a "pasta nuclear", amb menys buits i estructures més grans cap a pressions més altes.
La composició de la matèria superdensa del nucli segueix sent incerta. Un model descriu el nucli com a matèria degenerada de neutrons superfluida (majoritàriament neutrons, amb alguns protons i electrons). Són possibles formes més exòtiques de la matèria, inclosa la matèria rara degenerada (que conté quarks rars a més de u i d), matèria que conté energia de pions i kaons de quarks rars a més dels neutrons, o matèria degenerada per quark ultradensa.

## Sistemes d'estrelles de neutrons binaris

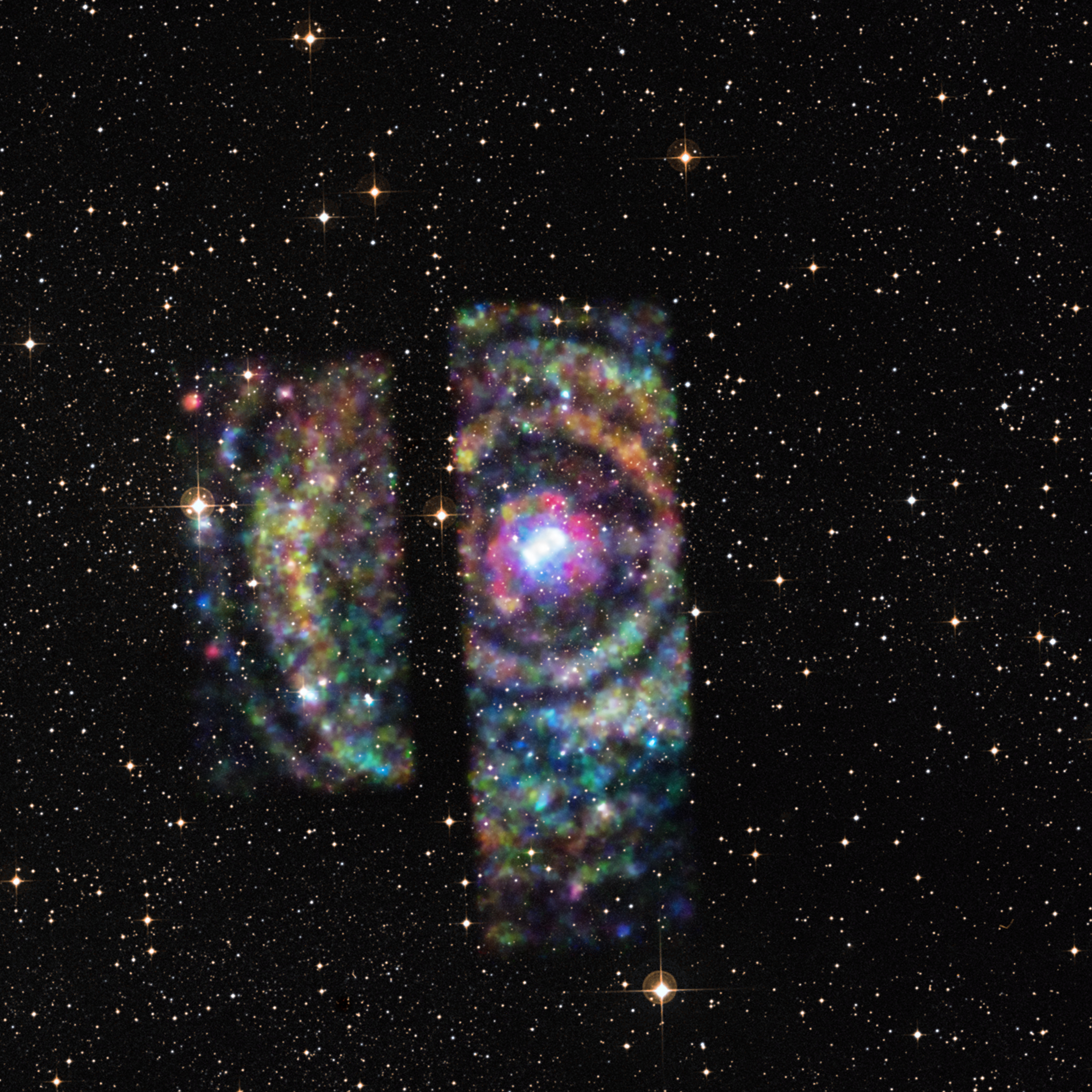
Circinus X-1: anells de llum de raigs X d'una estrella de neutrons binària (24 de juny de 2015; Observatori de raigs X de Chandra)

Al voltant del 5% de totes les estrelles de neutrons conegudes són membres d'un sistema binari. La formació i evolució de les estrelles de neutrons binàries i estrelles de neutrons dobles pot ser un procés complex. S'han observat estrelles de neutrons en binaris amb estrelles de seqüència principal, gegants vermelles, nanes blanques o altres estrelles de neutrons ordinàries. Segons les teories modernes de l'evolució binària, s'espera que les estrelles de neutrons també existeixin en sistemes binaris amb companys de forats negres. La fusió de binàries que contenen dues estrelles de neutrons, o una estrella de neutrons i un forat negre, s'ha observat mitjançant l'emissió d'ones gravitacionals.

### Binaris de raigs X
Els sistemes binaris que contenen estrelles de neutrons sovint emeten raigs X, que són emesos pel gas calent quan cau cap a la superfície de l'estrella de neutrons. La font del gas és l'estrella acompanyant, les capes exteriors de la qual poden ser eliminades per la força gravitatòria de l'estrella de neutrons si les dues estrelles estan prou a prop. A mesura que l'estrella de neutrons acumula aquest gas, la seva massa pot augmentar; si s'acumula prou massa, l'estrella de neutrons pot col·lapsar-se en un forat negre.

### Fusions binàries d'estrelles de neutrons i nucleosíntesi
Es va observar que la distància entre dues estrelles de neutrons en un sistema binari proper es redueix a mesura que s'emeten ones gravitatòries. Finalment, les estrelles de neutrons entraran en contacte i s'uniran.
La coalescència d'estrelles de neutrons binàries és un dels models principals per a l'origen dels esclats de raigs gamma curts. La prova contundent d'aquest model prové de l'observació d'una kilonova associada amb l'esclat de raigs gamma de curta durada GRB 130603B, i finalment confirmat per la detecció de l'ona gravitacional GW170817 i la curta GRB 170817A per LIGO, Virgo i 70 observatoris que cobreixen l'espectre electromagnètic observant l'esdeveniment. Es creu que la llum emesa a la kilonova prové de la desintegració radioactiva del material expulsat en la fusió de les dues estrelles de neutrons. Aquest material pot ser responsable de la producció de molts dels elements químics més enllà del ferro, a diferència de la teoria de la nucleosíntesi de supernova.

## Planetes

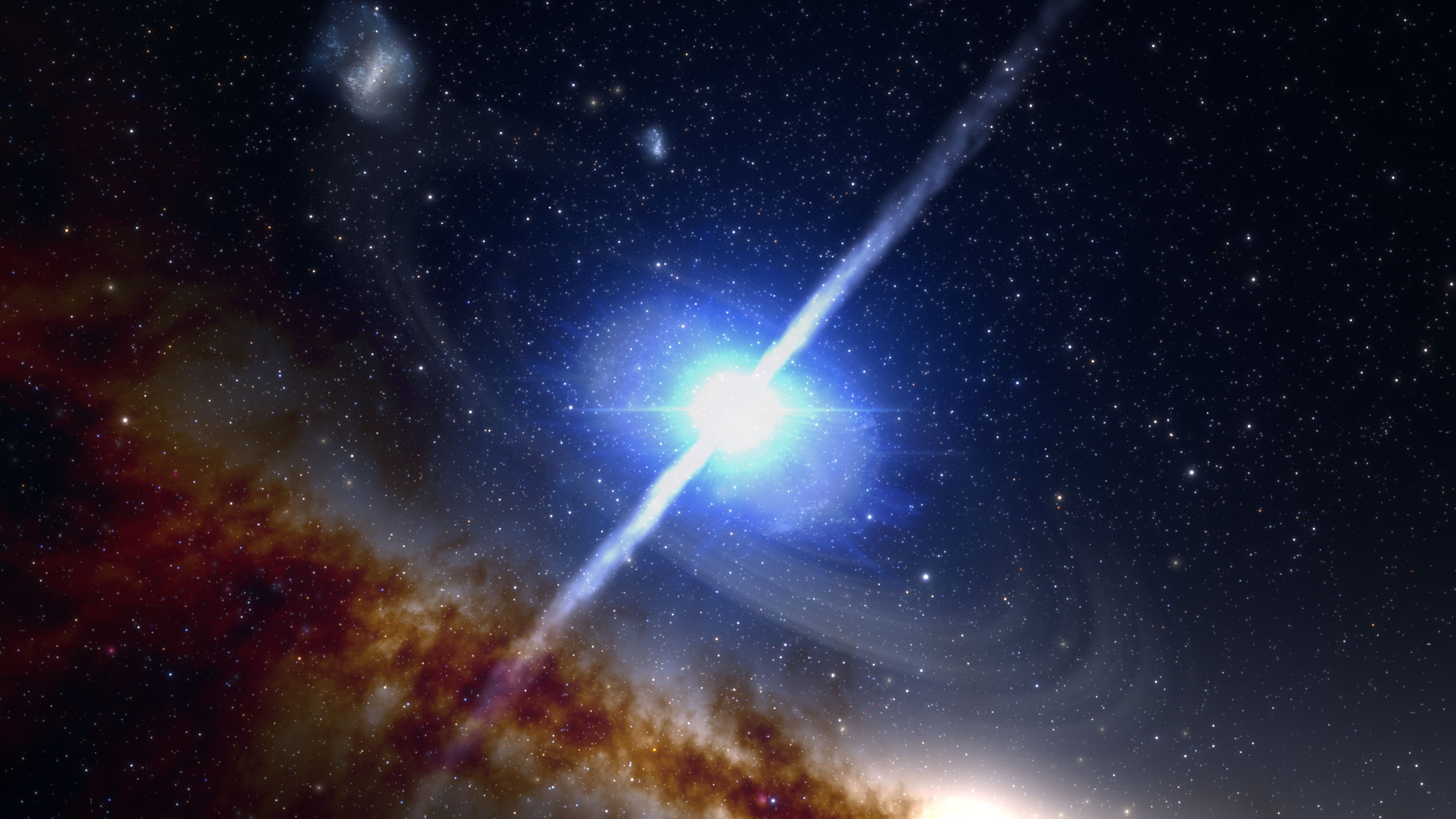
Impressió artística de la fusió de dues estrelles de neutrons, que produeix l'esdeveniment notablement breu (d'1 a 2 segons) però intensament potent conegut com a breu esclat de raigs gamma.

Les estrelles de neutrons poden albergar exoplanetes. Aquests poden ser originals, circubinaris, capturats o el resultat d'una segona ronda de formació de planetes. Els púlsars també poden treure l'atmosfera d'una estrella, deixant un romanent de massa planetària, que es pot entendre com un planeta chthonià o un objecte estel·lar segons la interpretació. Per als púlsars, aquests planetes púlsars poden detectar-se amb el mètode de temporització pulsar, que permet una alta precisió i detecció de planetes molt més petits que amb altres mètodes. S'han confirmat definitivament dos sistemes. Els primers exoplanetes que es van detectar van ser els tres planetes Draugr, Poltergeist i Phobetor al voltant de PSR B1257+12, descoberts entre 1992 i 1994. D'aquests, Draugr és l'exoplaneta més petit detectat mai, amb una massa el doble de la de la Lluna. Un altre sistema és PSR B1620−26, on un planeta circumbinari orbita un sistema binari estrella de neutrons-nana blanca. A més, hi ha diversos candidats no confirmats. Els planetes púlsars reben poca llum visible, però quantitats massives de radiació ionitzant i vent estel·lar d'alta energia, cosa que els converteix en entorns força hostils per la vida tal com s'entén actualment.

## Història del descobriment
El 1933 (un any després del descobriment del neutró), els astrònoms Walter Baade i Fritz Zwicky van proposar les estrelles de neutrons com a possibles subproductes d'una supernova. Com que no hi havia objectes coneguts que es pogueren associar amb aquest tipus d'estrella no reberen especial atenció.
Tot i això, el 1967, l'equip de radioastrònoms liderat per Antony Hewish descobrí els púlsars, treball que li valgué el Premi Nobel el 1974, que foren associats ràpidament amb les estrelles de neutrons per T. Gold el 1968. L'explicació es basà en el fet que els intensos camps magnètics predits per a les estrelles de neutrons (de l'ordre de 108 tesles) podien explicar l'estabilitat de les pulsacions rebudes, i va predir que la freqüència de les pulsacions emeses devia caure lentament, arran de la pèrdua d'energia rotacional, cosa que fou comprovada en descobrir-se la disminució de la freqüència de les pulsacions del púlsar de la nebulosa del Cranc. Aquest argument fou estudiat teòricament per J. Ostriker i J. Gunnn el 1969 amb el model de frenada per dipol magnètic.

## Darrers descobriments
El 25 de setembre de 2008, un equip internacional d'investigadors, entre els quals es trobava la investigadora de la UPC Glòria Sala, descobreixen un possible tipus d'estel nou, que podria ser un tipus especial d'estrella de neutrons jove amb camps magnètics extraordinàriament potents.